# ヒロインボイス
『ヒロインボイス』 は、佃煮のりおによる日本のアイドル声優作品。2016年1月号から2016年12月号まで第1部が連載された。

## ストーリー
山田乙女はヒロインに憧れる少女。ヒロインを演じるべく高校の演劇部に入部したが裏方ばかり。ところが、ひょんなことから弱小声優プロダクションにスカウトされる。そこにはスキャンダルで転落したアイドル声優、綾瀬すずがいた。二人はマネージャーの菅原にユニットを組むように言われる。

## 登場人物
山田 乙女（やまだ おとめ）
本作のヒロインの1人。ヒロインに憧れ、役を演じることでヒロインになりたいと願っている。演技には天性の才能がある。
綾瀬 すず（あやせ すず）
本作のヒロインの1人。大手声優事務所「ビームプロデュース」の声優ユニット「セニシエンタ」の一番人気だったが、スキャンダルをきっかけにユニットを脱退し、系列の声優事務所「楠プロダクション」に移籍。歌の才能がある。
廉太郎（れんたろう）
山田乙女の幼なじみ。綾瀬すずの大ファン。
菅原（すがわら）
楠プロダクションのマネージャー。山田乙女をスカウトした。
椛沢 芹香（かばさわ せりか）
声優ユニット「セニシエンタ」メンバー。歌もダンスも声の芝居も上手い。
崎咲 ねねこ（きさき ねねこ）、永久恋愛（えくれあ）
声優ユニット「セニシエンタ」メンバー。
銭本 右京（ぜにもと うきょう）
男性声優。楠プロダクション所属。21歳。実力派。
浅見 仁斎（あさみ じんさい）
男性声優。白二プロモーション所属。銭本に憧れている。
亀岡（かめおか）
音響監督。代表作は「アイ☆スタ」など。ワークショップを楠プロダクションのレッスン室を借りて行っている。
茅ヶ崎 葵（ちがさき あおい）
男性声優。楠プロダクション所属。ボーイッシュキャラが得意。

## 書誌情報
- 佃煮のりお 『ヒロインボイス』 一迅社〈REXコミックス）
  1. 2016年3月26日発売 ISBN 978-4-7580-6577-1
  2. 2016年11月26日発売 ISBN 978-4-7580-6631-0